# Bernd Krumbein
Bernd Krumbein (* 1. August 1955 in Hannover) ist ein ehemaliger deutscher Fußballspieler.

## Karriere
Der Stürmer begann seine Karriere bei Hannover 96, wo er in der Bundesliga einmal eingesetzt wurde. Nach der Saison wechselte Krumbein zum damaligen Oberligisten VfL Wolfsburg, wo er sehr erfolgreich war: in den Spielzeiten 1977/78 und 1978/79 schoss er insgesamt 35 Tore in 65 Spielen. Zur Saison 1979/80 wechselte Bernd Krumbein zum Zweitligisten OSV Hannover; hier absolvierte er 53 Spiele, erzielte 25 Tore und verließ den Klub im Oktober 1980 wieder. Im Januar 1981 fand Krumbein mit der SG Union Solingen einen neuen Verein, bei dem der Stürmer 14 Tore in 25 Spielen schoss. 
Zur Saison 1981/82 ging er zu Arminia Bielefeld, wo Krumbein allerdings nicht sehr erfolgreich war; er schoss in 25 Partien nur ein einziges Tor, weshalb er sich zur Saison 1983/84 SV Arminia Hannover anschloss, nachdem der inzwischen 27-jährige zuvor acht Spiele beim TuS Schloß Neuhaus von Anfang der Rückrunde bis Ende der Saison 1982/83 absolvierte. Mit Ausnahme einer einjährigen Unterbrechung (1984/85 bei Blau-Weiß 90 Berlin; 3 Spiele, kein Tor) spielte er dort bis 1988 und absolvierte 79 Spiele (28 Tore). Seine Karriere ließ Krumbein beim Peiner SG 04 ausklingen, ehe er seine Karriere im Alter von 34 Jahren beendete.
Heute ist Bernd Krumbein Lehrer an einer Schule in Wunstorf und spielt in der Ü50 beim TuS Kleefeld. Er lebt in der Region Hannover.